# Gmina Oprisavci
Gmina Oprisavci (chorw. Općina Oprisavci) – gmina w Chorwacji, w żupanii brodzko-posawskiej.

## Miejscowości i liczba mieszkańców (2011)
- Novi Grad – 303
- Oprisavci – 886
- Poljanci – 255
- Prnjavor – 232
- Stružani – 169
- Svilaj – 285
- Trnjanski Kuti – 345
- Zoljani – 33